# ناو چیودا
ناو چیودا (به انگلیسی: Japanese cruiser Chiyoda) یک کشتی بود که طول آن ۹۴٫۴۹ متر (۳۱۰ فوت ۰ اینچ) بود. این کشتی در سال ۱۸۹۰ ساخته شد.